# Казадезюс, Габи
Габи Казадезюс (фр. Gaby Casadesus, урождённая Л’От, фр. l'Hôte; 9 августа 1901 года, Марсель — 12 ноября 1999 года, Париж) — французская пианистка.

## Биография
Окончила Парижскую консерваторию, ученица Маргариты Лонг и Луи Дьемера. Выступала в дуэте с пианистом Робером Казадезюсом, в 1921 году вышла за него замуж. Этот дуэт просуществовал на концертной сцене не один десяток лет, Робер Казадезюс написал для него, в частности, концерт для двух фортепиано с оркестром. Кроме того, семейный дуэт Казадезюсов постоянно исполнял двойные концерты Вольфганга Амадея Моцарта и Иоганна Себастьяна Баха, их запись последнего (с Цюрихским камерным оркестром, дирижёр Эдмонд де Штуц) была высоко оценена специалистами. Среди многочисленных гастрольных поездок дуэта были и концерты в СССР (1929).
После смерти мужа выступила в 1975 году одним из организаторов Международного конкурса пианистов имени Робера Казадезюса (ныне Кливлендский международный конкурс пианистов). Многие годы преподавала в Американской консерватории в Фонтенбло, среди её учеников, в частности, Эмиль Наумов.
Габи Казадезюс — автор (совместно с Ф. Лассе) труда по методике игры на фортепиано «Моя ежедневная техника» (фр. Ma technique quotidienne, 1992) и воспоминаний (совместно с Жаклин Мюллер) «Мой музыкальный брак» (фр. Mes noces musicales, 1989).